# Alpha (Washington)
Alpha az Amerikai Egyesült Államok északnyugati részén, Washington állam Lewis megyéjében elhelyezkedő önkormányzat nélküli település.
Alpha postahivatala 1890 és 1954 között működött.